# Christine Muhongayire
 (avril 2023).
Christine Muhongayire, née le 28 juin 1978, est une femme politique rwandaise, membre de la Chambre des députés au Parlement du Rwanda depuis 2013,.
Muhongayire représente la province du Sud et est membre du Front patriotique rwandais, Son district est le district de Nyaruguru.
Muhongayire est cheffe de la commission des affaires sociales à la Chambre des députés,.

## Biographie
Elle est chargée de cours à l'Université du Rwanda entre 2006 et 2013.
Entre 2008 et septembre 2013, elle est secrétaire de l'Association du personnel académique et de recherche (ARSA) à l'Université du Rwanda.
Entre 2011et septembre 2013, elle est secrétaire du conseil de district de Nyaruguru, et vice-président du conseil d'administration de l'hôpital Munini dans ce même district.
Elle est députée à partir de 2013.
En 2023, elle fait partie des « experts politiques de renom » qui viennent au Centre de leadership panafricain du Rwanda pour y dispenser des modules.